# Jeddo
Jeddo es un borough ubicado en el condado de Luzerne en el estado estadounidense de Pensilvania. En el año 2000 tenía una población de 144 habitantes y una densidad poblacional de 183 personas por km².

## Geografía
Jeddo se encuentra ubicado en las coordenadas 40°59′40″N 75°53′57″O / 40.99444, -75.89917.

## Demografía
Según la Oficina del Censo en 2000 los ingresos medios por hogar en la localidad eran de $20,436 y los ingresos medios por familia eran $53,750. Los hombres tenían unos ingresos medios de $21,628 frente a los $13,750 para las mujeres. La renta per cápita para la localidad era de $14,776. Alrededor del 7.6% de la población estaba por debajo del umbral de pobreza.